# Södra Hamnkobben
Södra Hamnkobben är en ö i Finland. Den ligger i Skärgårdshavet och i kommunen Kimitoön i den ekonomiska regionen  Åboland i landskapet Egentliga Finland, i den sydvästra delen av landet. Ön ligger omkring 72 kilometer söder om Åbo och omkring 130 kilometer väster om Helsingfors.
Öns area är 0,7 hektar och dess största längd är 120 meter i nord-sydlig riktning.
Södra Hamnkobben ligger tillsammans med Norra Hamnkobben och Östra Hamnkobben runt det större skäret Maltskäret.